# Доній Микола Романович
Микола Романович Доній (30 квітня 1910, Липняжка — 21 липня 1975, Київ) — дослідник історії КПРС та КП(б)У, археограф, педагог, кандидат історичних наук (з 1949 року), професор (з 1964 року).

## Біографія
Народився 30 квітня 1910 року в селі Липняжці (нині Добровеличківського району Кіровоградської області) в робітничій родині. Дід відомого українського політика, громадського та культурного діяча Донія Олександра (Олеся) Сергійовича.

### Освіта і трудова діяльність
- в 1929 році закінчив Добровеличківський педтехнікум. Працював

учителем, директором Марківської семирічної трудової школи, інспектором райнаросвіти;
- в 1932 році закінчив Одеський інститут соціального виховання і курси при ЦК КП(б)У по підготовці викладачів для вишів;
- у 1932–1940 роках — викладач філософії в Донецькій вищій сільськогосподарській комуністичній школі й Металургійному інституті у Маріуполі;
- з 1937 року —  в апараті Наркомату освіти УРСР, інспектор-методист Управління вищої школи;
- у 1938–1941 роках —  на партійній роботі, одночасно викладач історії КПРС у вишах Києва;
- у 1948–1949 роках навчався на річних курсах Академії суспільних наук при ЦК КПРС, де під керівництвом академіка АН СРСР Г. М. Панкратової підготовував і захистив кандидатську дисертацію "Грудневе збройне повстання на Катеринославщині у 1905 р.";
- у 1949–1954 роках завідував кафедрою основ марксизму-ленінізму Київського педагогічного інституту;
- у квітні 1954–1956  роках — директор Інституту історії партії ЦК КП України, філії Інституту марксизму-ленінізму при ЦК КПРС;
- у 1956–1964  роках — заступник директора з наукової роботи Інституту історії партії ЦК КП України, філії Інституту марксизму-ленінізму при ЦК КПРС;
- З 1964 року — ректор Інституту підвищення кваліфікації викладачів суспільних наук при Київському унверситеті.

Могила Миколи Донія

Помер 21 липня 1975 року. Похований в Києві на Байковому кладовищі.

## Наукова і громадська діяльність
Брав участь у колективних працях:
- «Нариси історії Комуністичної партії України»;
- «Українська РСР у період громадянської війни 1917—1920 рр.» (Т.2. К., 1968).

Редактор та упорядник фундаментальної збірки «Переписка В. И. Ленина и руководимых им заграничных партийных органов с социал-демократическими организациями Украины (1901—1905 гг.)». Започаткував серію наукових публікацій УПК Вопросы общественных наук (вийшло понад 20 томів).
Підготував 16 кандидатів наук. Був член редколегії Українського історичного журналу з 1957 року. Автор понад 60 наукових та науково-популярних праць.
Твори:
- «Шоста конференція КП(б)У.»  Київ, 1963;
- «Утворення комсомолу України.»  Київ., 1959 (у співавторстві);
- "Ленінська іскра і соціал-демократичні організації України."  Київ., 1969 (у співавторстві);
- «Ленін — натхненник дружби народів СРСР.»  Київ, 1972 (у співавторстві.).

## Нагороди
Нагороджений орденами Червоного Прапора, Вітчизняної війни І ступеня, Червоної Зірки, «Знак Пошани», Почесною грамотою Президії Верховної Ради Української РСР (6.08.1968) і багатьма медалями.